# Œillet métallique

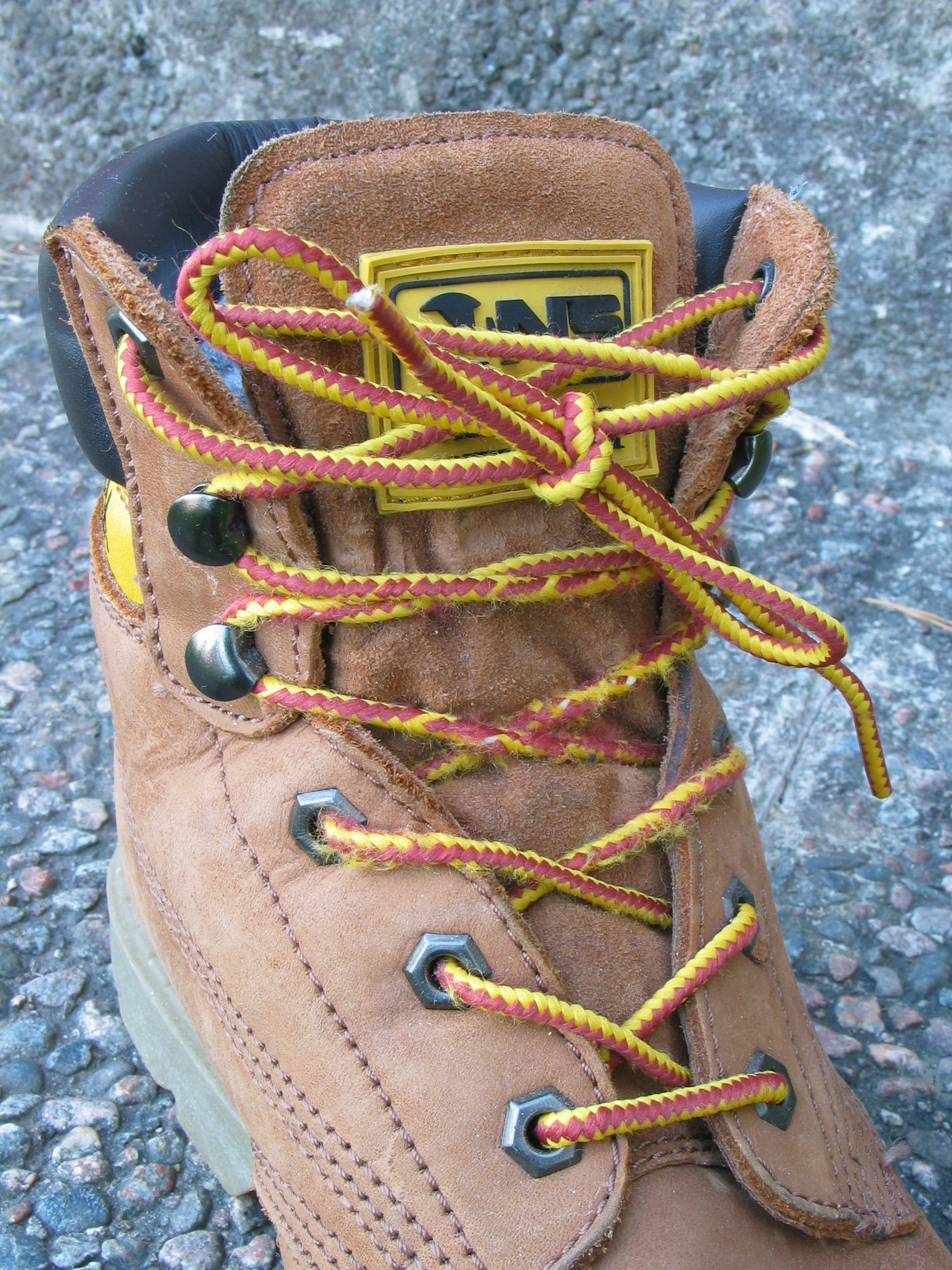
Chaussure de montagne avec 6 œillets gris près de la pointe, quatre crochets sur la cheville, et deux œillets plus en haut

Un œillet métallique est une armature de métal creux ou d'autres matériaux plus ou moins durs. Il est souvent utilisé pour renforcer les trous à travers lesquels passent des cordons ou câbles, comme les chaussures, les vêtements, la bâche pour camping ou voile, ou les documents ou cartes plastifiées.

## Types
- Œillets grands, utilisés dans des compléments comme canopes, rideaux ou dans les bateaux à voile pour passer les écoutes dans l’extrémité des voiles.
- Œillets petits, utilisés dans les chaussures, ceintures, vêtements, documents ou cartes plastifiées, etc.

## Œillet métallique comme renfort

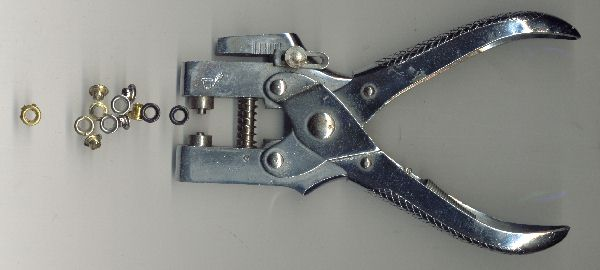
Œillets métalliques avec riveteuse.

Les œillets métalliques sont utilisés pour renforcer des trous dans le cuir, les robes, les chaussuress, les toiles et les autres tissus. Ils sont posés grâce à une matrice-forme (tige de métal avec la pointe convexe qui vient dans le kit), et un marteau.
Il existe aussi des riveteuses professionnelles (comme indiqué sur la photo), mais le plus souvent, frapper avec un marteau contre la matrice-moule est parfaitement efficace pour des petits projets. Parmi les utilisations courantes : renforcement des trous des bottes, chaussures, corsets et d'autres vêtements ou des rideaux et d'autres articles ménagers qui nécessitent des crochets pour les soutenir, par exemple : les rideaux de douche.
Les œillets métalliques empêchent le tissu ou le cuir de se déchirer à partir du trou, à force d'y passer un cordon ou un lacet, et facilite le passage de ces derniers. Certains œillets utilisés dans les vêtements de mode ont habituellement des fins décoratives (en plus du cordon).